# Singapore Exchange
De Singapore Exchange Limited (SGX) is een investeringsmaatschappij gevestigd in Singapore die verschillende diensten levert met betrekking tot de effecten- en derivatenhandel. SGX is lid van de World Federation of Exchanges en de Asian and Oceanian Stock Exchanges Federation.
De Singapore Exchange ontstond in december 1999 uit de fusie van de aandelenbeurs Stock Exchange of Singapore (SES) met de futurebeurs SIMEX (Singapore International Monetary Exchange) en de dienstverlener Securities Clearing and Computer Services Pte Ltd (SCCS).
In februari 2017 waren er 754 bedrijven genoteerd op de effectenbeurs met een gezamenlijke marktkapitalisatie op dat moment van 977 miljard Singaporese dollar (wat overeenkwam met 700 miljard Amerikaanse dollar). Daarmee behoort de Singapore Exchange niet bij de circa 20 grootste beurzen wereldwijd die worden aangeduid als de 1 biljoen club, met marktkapitalisaties (ruim) over het biljoen. Meer dan 60% van de genoteerde bedrijven zijn gevestigd in Singapore. De andere bedrijven zijn van het buitenland. Van deze groep komen 40% van de noteringen uit China. De beursindex van deze beurs is de Straits Times Index.